# Katarzyna Pełczyńska-Nałęcz

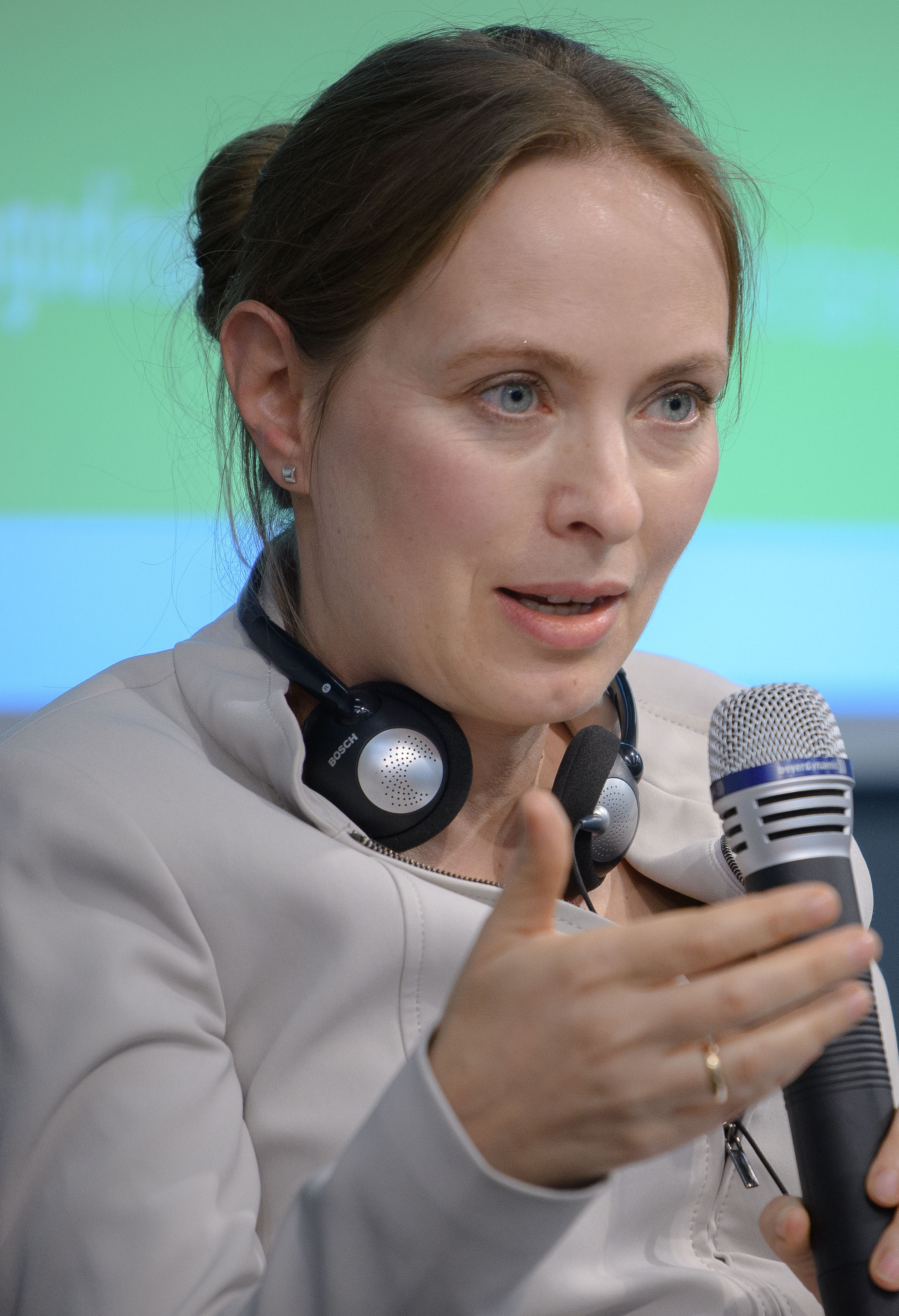
Katarzyna Pełczyńska-Nałęcz (2018)

Katarzyna Pełczyńska-Nałęcz (geboren 26. Oktober 1970 in Warschau) ist eine polnische Soziologin, Politologin und Osteuropaexpertin. Von 2014 bis 2016 war sie die Botschafterin Polens in der Russischen Föderation. Seit dem 13. Dezember 2023 ist sie Ministerin für Fonds und Regionalpolitik im Kabinett Tusk III.

## Studium
Katarzyna Pełczyńska-Nałęcz studierte Soziologie an der Universität Warschau und beendete das Studium 1994 mit einem Master-Abschluss. In Aufbaustudiengängen widmete sie sich an der Central European University in Prag 1995 der Methodologie vergleichender Forschung und an der Mitteleuropäischen Universität in Budapest 1996 dem Thema „Akteure und Strukturen als Hindernisse beim Aufbau neuer Demokratien“. Am Institut für Philosophie und Soziologie der Polnischen Akademie der Wissenschaften (PAN) in Warschau promovierte sie 1999 mit einer Dissertation unter dem Titel "Das politische Handeln der Polen in den Jahren 1989–1995".

## Wissenschaftlicher und politischer Werdegang
Von 1994 bis 2003 war Pełczyńska-Nałęcz als Assistentin, Oberassistentin und zuletzt als Assistenzprofessorin am Institut für Philosophie und Soziologie der Polnischen Akademie der Wissenschaften tätig. Teilweise parallel dazu arbeitete sie am Centre for Eastern Studies (dt. Zentrum für Oststudien, poln. Ośrodek Studiów Wschodnich (OSW)) in Warschau. Von 1992 bis 1995 war sie dort als Fachassistentin tätig, von 1999 bis 2006 leitete sie die russische Abteilung, und von 2006 bis 2010 hatte sie die stellvertretende Leitung des gesamten Zentrums inne. Von 2011 bis 2012 war sie ständige Vertreterin des Zentrums für Oststudien in Brüssel und Koordinatorin eines gemeinsamen Forschungsprojekts zwischen dem Zentrum und dem Institut français des relations internationales (Ifri) (dt. Französisches Institut für internationale Beziehungen).
Von 2012 bis 2014 war Pełczyńska-Nałęcz Unterstaatssekretärin im Ministerium für auswärtige Angelegenheiten mit Zuständigkeiten für Ostpolitik, Entwicklungspolitik und Zusammenarbeit mit der polnischen Diaspora. Von 2014 bis 2016 vertrat sie die Republik Polen als Botschafterin und Nachfolgerin von Wojciech Zajączkowski in der Russischen Föderation.
Ab 2016 war Pełczyńska-Nałęcz bei der Stephan-Báthory-Stiftung tätig, zunächst als Direktorin des Programms "Offenes Europa" und ab 2017 (bis 2020) als Direktorin der Denkfabrik Ideenforum. Seit 2020 leitet sie das Institut für Strategien 2050.
Seit dem 13. Dezember 2023 ist Pełczyńska-Nałęcz Ministerin für Fonds und Regionalpolitik im Kabinett Tusk III.

## Politische Handlungsfelder
Der Schwerpunkt der politischen Arbeit von Pełczyńska-Nałęcz liegt auf den Beziehungen Polens zur Europäischen Union. Dabei geht es zum einen um die Umsetzung von Projekten in Polen aus Mitteln des EU-Kohäsionsfonds 2021–2027 und die Planung der Kohäsionspolitik der Gemeinschaft nach 2027 und zum anderen um die Vorbereitung der polnischen EU-Ratspräsidentschaft im Jahr 2025.